# Епископ нишки Јероним
Јероним (световно име Јован Јовановић; Шабац, 1825 — Салцбург, 10 / 22. јун 1894) је био епископ шабачки и нишки.

## Биографија
Епископ Јероним је пореклом из Босанске крајине из породице Бришинац или Бишинац. Рођен је у Шапцу 1825. године и световно име било му је Јован.
У Шапцу је завршио основну школу и два разреда гимназије. Трећи разред гимназије и богословију је завршио у Београду 1845. године. По завршетку богословије је до 25. године живота био учитељ у селу Дреновац - срез мачвански. На Беле покладе 11. / 23. марта 1850. године рукоположен је за ђакона, а на Петровдан 29. јуна / 11. јула исте године за презвитера и постављен је за мишарског пароха, али убрзо остаје удов - без деце.
Године 1853, одлази у Кијев на Духовну академију и завршава је 1858. године. По повратку у Србију постављен је за вероучитеља у Београдској гимназији. Пошто се зближио с људима који су били у опозицији влади кнеза Михаила, премештен је по казни на парохију у Шопићу. Подржава митрополита Михаила у његовој одбрани цркве од појединих министара приликом доношења Закона о црквеним властима од 1862. године. У сукобу је са министром Цукићем и бива одликован протојерејским чином, а од стране власти протеран у Јагодину, па у Крагујевац.
Мада га народ бира за посланика, повлачи се у манастир Петковица ради смирења. Протојереј Јован је био старешина манастира Петковица до 1875. године, када је постављен за професора и ректора Београдске богословије. У Првом Српско-црногорско-турском рату 1876 — 1877. је главни војни свештеник и преузима бригу о рањеницима. Октобра 1877. замонашио се, добио монашко име Јероним и био посвећен за владику шабачке епархије. У току Другог српско-турског рата даје држави за ратне циљеве половину своје епископске плате. Епископ Јероним није могао да се помири са протеривањем митрополита Михаила и упутио је протест српској влади, те је и он уз казну од 1000 динара скинут са епархије марта 1883. године.
Уместо да оде у манастир Горњак, куда је протеран, епископ Јероним одлази у Париз, а потом у Швајцарску, „да се учи”. После абдикације краља Милана враћају се митрополит Михаило и епископ Јероним у Србију 1889. године.

## Нишки епископ
Владика Јероним је одмах (28. маја / 9. јуна) добио нишку епархију, на којој је остао до смрти 10. / 22. јуна 1894. године. Купио је одмах по доласку у Ниш, део дворишта Дефердар-џамије, на углу двеју улица Дворске и Крунске. Ту је саградио 1892. године велику кућу и још две мање дворишне. Још 1894. године наменио је две куће и свој књижни фонд за Легат за оснивање Народне библиотеке у Нишу.
Умро је у болници Св. Јована (нем. St. Johann) у Салцбургу после неуспешне операције бубрега. Сахрањен је 16. /28. јуна поред Саборне цркве у Нишу, мада је тестаментом желео да буде сахрањен „код цркве св. Пантелија више олтара споља”. На опелу је чинодејствовао Митрополит београдски Михаило. После изградње епископске гробнице у Саборној цркви 1911. године, ковчег са телом епископа Јеронима пребачен је у ову гробницу.
Изнад гробнице на јужном зиду храма била је спомен плоча од шареног црвенкастог мермера висока 75 cm и широка 90 cm. на којој је посало: „Епископ нишки Јероним / 1823 - 1894 / Просветном добротвору за вечни помен. Благодарна његова Задужбина Народна библиотека у Нишу.”
Епископ Јероним Јовановић је био:
- кореспондентни члан Друштва српске словесности од 13. / 25. јануара, 1863. године,
- дописни члан Српског ученог друштва од 29. јула / 10. августа, 1864. године,
- почасни члан Српске краљевске академије од 15. / 27. новембра, 1892. године.

## Завештање епископа Јеронима
Владика Јероним је 13. маја 1894. тестаментом оставио нишкој библиотеци своју кућу са имањем, новац и 2000 књига и тиме поставио темеље Народне библиотеке у Нишу.